# 丙硫醛-S-氧化物
顺式-丙硫醛-S-氧化物（Syn-propanethial-S-oxide）是具有洋葱催泪性质的主要物质。它是一种易挥发的气体，化学式 C3H6OS。

## 产生过程
在洋葱的植物组织受到破坏时，存在于洋葱中的风味和香味化合物前体S-(1-丙烯基)-L-半胱氨酸亚砜被蒜氨酸酶迅速水解，产生丙烯基次磺酸中间体以及氨和丙酮酸。次磺酸再重排为催泪物丙硫醛-S-氧化物，呈现出洋葱风味。